# Glory Alozie
Glory Alozie (ur. 30 grudnia 1977) – reprezentująca Hiszpanię lekkoatletka, płotkarka. Dwukrotna olimpijka (2000, 2004), w tym medalistka igrzysk z Sydney, a także wielokrotna medalistka mistrzostw świata.
Urodziła się w Nigerii i to ten kraj reprezentowała do roku 2000. 6 lipca 2001 roku została obywatelką Hiszpanii i od tego momentu występuje w barwach tego państwa.
Największe sukcesy odnosi w biegu na 100 metrów przez płotki:
- Mistrzostwo Afryki (Jaunde 1996) obronione 2 lata później (Dakar 1998)
- srebro podczas Mistrzostw Świata Juniorów w Lekkoatletyce (Sydney 1996)
- srebrny medal Mistrzostw Świata w Lekkoatletyce (Sewilla 1999)
- złoty medal igrzysk afrykańskich (Johannesburg 1999)
- srebro na Igrzyskach Olimpijskich (Sydney 2000)
- złoto podczas Mistrzostw Europy w Lekkoatletyce (Monachium 2002)
- 3. miejsce na Pucharze Świata w lekkoatletyce (Madryt 2002)
- 1. miejsce podczas Pucharu Europy w Lekkoatletyce (Florencja 2003)
- 2. miejsce na Światowym Finale IAAF Monako 2003
- 1. miejsce podczas igrzysk śródziemnomorskich (Almería 2005)

Dużo dobrych rezultatów przynoszą jej starty w hali – w biegu na 60 metrów przez płotki:
- 3 srebrne medale Halowych Mistrzostw Świata (Maebashi 1999, Birmingham 2003 oraz Moskwa 2006)
- 1. miejsce podczas Halowego Pucharu Europy (Lipsk 2003)

W biegu na 100 metrów nie odnosi tak spektakularnych sukcesów, jednak kilka wyników zasługuje na uwagę:
- 4. miejsce na Mistrzostwach Europy w Lekkoatletyce (Monachium 2002)
- 5. miejsce podczas Pucharu Świata w lekkoatletyce (Madryt 2002)
- 3. miejsce na Pucharze Europy w Lekkoatletyce (Florencja 2003)

W sztafecie 4 × 100 metrów zdobyła medale:
- złoto mistrzostw Afryki (Dakar 1998)
- srebro igrzysk śródziemnomorskich (Almería 2005)

## Rekordy życiowe
- Bieg na 100 metrów – 10,90 (1999) były rekord Afryki
- Bieg na 200 metrów – 23,09 (2001)
- Bieg na 100 metrów przez płotki – 12,44 (1998 i 1999) wynik osiągnięty przez nią 3-krotnie, były rekord Afryki
- Bieg na 60 metrów przez płotki (hala) – 7,82 (1999) były rekord Afryki, 7,83 (2003) – Rekord Hiszpanii
- Bieg na 50 metrów przez płotki (hala) – 6,76 (2001) rekord Afryki
- Bieg na 60 metrów (hala) – 7,17 (1999)